# Alterlaa (stacja metra)
Alterlaa – jedna ze stacji metra w Wiedniu na linii U6. Została otwarta 15 kwietnia 1995.
Znajduje się w 23. dzielnicy Wiednia, Liesing. Została zbudowana na wysokim wiadukcie nad Anton-Baumgartner-Straße, i na zachód od Altmannsdorfer Straße, na terenie osiedla mieszkaniowego Wohnpark Alterlaa.